# Subemitent
Subemitent inwestycyjny – podmiot zobowiązujący się do kupna od emitenta na własny rachunek całości lub części oferowanych walorów, na które subskrybenci nie zapisali się w wyznaczonym terminie. Subemitent spełnia rolę gwaranta, iż określona ilość oferowanych przez emitenta walorów będzie wykupiona.
Subemitent usługowy jest to podmiot zobowiązujący się do kupna od emitenta na własny rachunek całości lub części oferowanych walorów, w celu ich samodzielnego zbywania w obrocie pierwotnym.